# Kalcerrytus excultus
Kalcerrytus excultus är en spindelart som först beskrevs av Simon 1902.  Kalcerrytus excultus ingår i släktet Kalcerrytus och familjen hoppspindlar. Inga underarter finns listade i Catalogue of Life.